# Mała Brdarowa Grapa
Mała Brdarowa Grapa (słow. Malá brdárova grapa, 1722 m) – szczyt Brdarowych Grap, bocznej grani Liptowskich Kop w słowackich Tatrach. Grań ta oddziela dolinę Koprowicę od Doliny Szpaniej i Doliny Cichej. Mała Brdarowa Grapa znajduje się w niej pomiędzy Pośrednią Brdarową Grapą (1822 m), oddzielona przełęczą Brdarowe Siodło, a Brdarową Dzwonnicą (1701 m). Południowo-wschodni stok szczytu opada do dna doliny Koprowicy, z północno-zachodniego opada płytka grzęda kończąca się przy Ubogich Polanach w Dolinie Cichej. Grzęda ta oddziela dwa żleby; jeden z nich uchodzi w pobliżu leśniczówki na Ubogich Polanach, drugi kilkaset metrów niżej.
Brdarowe Grapy to niedostępny turystycznie, dziki, porośnięty lasem i kosodrzewiną masyw. Od 1949 r. cały rejon Liptowskich Kop stanowi zamknięty dla turystów obszar ochrony ścisłej TANAP-u.
Temu niepozornemu wzniesieniu literat i ewangelicki pastor w Liptowskim Mikułaszu Daniel Bachát (pseudonim Miloslav Dumný) poświęcił balladę pt. Brdárova zvonica v Tatrách.

## Problemy z nazewnictwem i lokalizacją
Znani tatrolodzy Witold Henryk Paryski i Ivan Bohuš wyróżniali tylko trzy szczyty Brdarowych Grap: Wielką i Małą Brdarową Grapę oraz Brdarową Dzwonnicę, podobnie podawano także na mapach. W Brdarowych Grapach są jednak cztery wyraźne wierzchołki. Władysław Cywiński w 11 tomie przewodnika wspinaczkowego Tatry. Szpiglasowy Wierch nazwał czwarty z nich Pośrednią Brdarową Grapą. Jak wynika z wysokości podawanych przez W.H. Paryskiego i I. Bohuša, jest to podawana przez nich Mała Brdarowa Grapa. Nazwę Małej Brdarowej Grapy natomiast nadał Cywiński nie wyróżnianemu wcześniej wierzchołkowi znajdującemu się po północno-wschodniej stronie Brdarowej Dzwonnicy.
Nazwa Mała Brdarowa Grapa używana jest już dla tego szczytu w części nowszych wydawnictw polskich.